# Polyprion
Polyprion – rodzaj morskich ryb okoniokształtnych z rodziny Polyprionidae.

## Klasyfikacja
Gatunki zaliczane do tego rodzaju:
- Polyprion americanus – wrakoń[3] („wrakowa ryba”[3])
- Polyprion oxygeneios – wrakoń nowozelandzki[4]

Wyróżniany czasem Polyprion yanezi uważany jest za synonim P. oxygeneios.

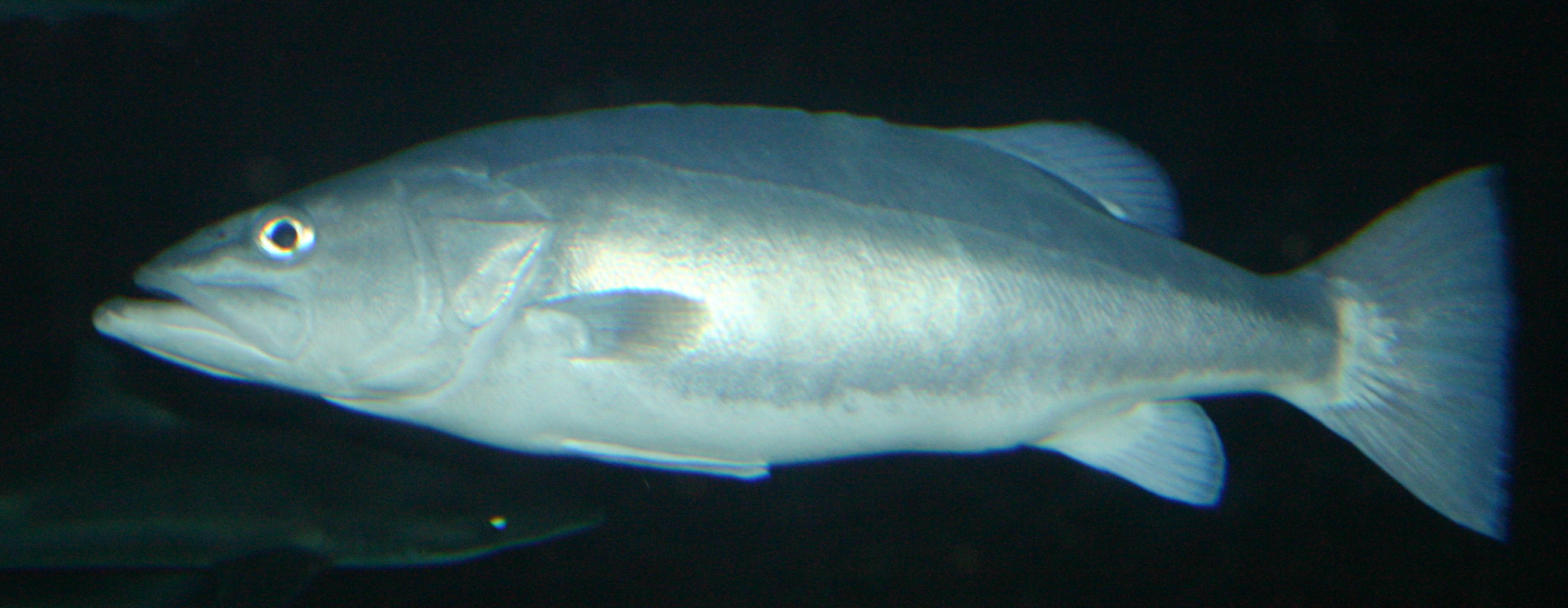
Polyprion oxygeneios